# Shaft (film, 2019)
A Shaft 2019-ben bemutatott amerikai akcióvígjáték, melynek rendezője Tim Story, forgatókönyvírói Kenya Barris és Alex Barnow. A főszerepben Samuel L. Jackson, Jessie T. Usher, Regina Hall és Richard Roundtree látható. A film az ugyanilyen című 2000-es film folytatása.
A film 2019. június 14-én jelent meg az amerikai mozikban, nemzetközi szinten pedig 2019. június 28-án jelent meg a Netflixen. Általánosságban negítv véleményeket kapott a kritikusoktól, és bevételi szempontból alul teljesített.

## Szereplők
- Samuel L. Jackson: John Shaft
- Jessie T. Usher: JJ Shaft
  - Jordan Preston Carter: fiatal JJ.
- Richard Roundtree: John Shaft, Sr.
- Regina Hall: Maya Babanikos
- Alexandra Shipp: Sasha Arias
- Matt Lauria: Gary Cutworth
- Titus Welliver: Vietti különleges ügynök
- Cliff "Method Man" Smith: Freddie P.
- Isaach de Bankolé: Pierro „Gordito” Carrera
- Avan Jogia: Karim Hassan
- Luna Lauren Vélez: Bennie Rodriguez

További szereplők: Robbie Jones, Leland Jones, Chivonne Michelle, Tashiana Washington, Adrienne C. Moore

## Fogadtatás
A film negatív kritikákban részesült. A Rotten Tomatoes oldalán 34%-ot ért el 130 kritika alapján, és 4.8 pontot szerzett a tízből. A Metacritic oldalán 40 százalékot ért el a százból, 32 kritika alapján. A CinemaScore oldalán átlagos minősítést ért el, míg a PostTrak oldalán 4 pontot szerzett a maximális ötből, és 51%-on áll.
Az A.V. Club kritikusa, Ignatiy Vishnevetsky szintén negatívan értékelte.